# Arolium

Francis Walker (1851): Tarsus
1 Klaue (Unguis)
2 Pulvillus
3 Empodium
4 Arolium

Das Arolium (griechisch arusthai = entsprossen sein) ist der unpaarige, lappenförmige Anhang des letzten Gliedes (Prätarsus) am Fuß (Tarsus) von Insekten, welcher zwischen oder unter den Klauen liegt.
Das Arolium wird meist als Haftlappen eingesetzt. Dabei besteht seine Funktion darin, die Haftung zwischen dem Tarsus und glatten Oberflächen zu erhöhen. Während auf rauen Oberflächen der Halt durch den Einsatz der Endkrallen erreicht wird, ermöglicht die Mikrostruktur des Aroliums einen besseren Halt auf glatteren Oberflächen. Dieser wird durch einen dünnen Flüssigkeitsfilm zwischen Oberfläche und Arolium erreicht, welcher zu einer Erhöhung der Adhäsion führt. Reicht der Halt der Krallen nicht aus, werden diese eingezogen und das Arolium wird mit einer Flüssigkeit aufgepumpt, die aus einer Drüse abgesondert wird. Das außerdem von einem Flüssigkeitsfilm überzogene Arolium ragt nun zwischen den Krallen hervor und wird auf die Oberfläche aufgesetzt. Beim nächsten Schritt kann es nach Bedarf im Bruchteil einer Sekunde wieder entleert oder aufgepumpt werden.
Zu diesem Zweck wird das Arolium beispielsweise bei Hautflüglern, Zweiflüglern und Fransenflüglern eingesetzt. Bei den Gladiatorschrecken dient es außerdem zur Wahrnehmung von Schwingungen.